# HD 108147
HD 108147 (HIP 60644 / SAO 251899 / CD-63 757) es una estrella en la constelación de la Cruz del Sur de magnitud aparente +6,99.
Se encuentra a 126 años luz de distancia del sistema solar.
Desde 2002 se conoce la existencia de un planeta extrasolar en órbita alrededor de esta estrella.
HD 108147 es una enana amarilla de tipo espectral F8V o G0V cuya temperatura efectiva, 6067 K, es unos 300 K superior a la del Sol.
Brilla con una luminosidad un 87% mayor que la luminosidad solar.
Su radio es un 22% más grande que el radio solar,
siendo su velocidad de rotación de al menos 5,3 km/s.
Tiene una metalicidad —abundancia relativa de elementos más pesados que el helio— más elevada que la solar en un 60% ([Fe/H] = +0,2). 
Su masa es un 27% mayor que la masa solar y su edad se estima en 1980 millones de años, algo menos de la mitad de la edad del Sol.
En diciembre de 2019, la Unión Astronómica Internacional aprobó el nombre Tupã en honor a una deidad de la creación de los guaraníes, nativos del Paraguay, en un concurso organizado localmente por el Centro Paraguayo de Informaciones Astronómicas en el marco del proyecto IAU100 NameExoWorlds 2019.
No debe confundirse esta estrella con HD 107148, en la constelación de Virgo, que también alberga un planeta extrasolar.

## Sistema planetario
El planeta extrasolar descubierto en 2002, denominado HD 108147 b, tiene una masa mínima equivalente al 40% de la de Júpiter. Orbita muy cerca de la estrella, a sólo un 10,4% de la distancia existente entre la Tierra y el Sol. En consecuencia, tiene un corto período orbital de 10,9 días. A pesar de estar tan próximo a la estrella, su órbita es considerablemente excéntrica (ε ~ 0,50). El exoplaneta fue bautizado con el nombre de Tume Arandu, en honor al sabio descendiente de Rupave y Sypave, del folclore tradicional paraguayo.
| Acompañante (En orden desde la estrella) | Masa (MJ) | Período orbital (días) | Semieje mayor (UA) | Excentricidad |
| ---------------------------------------- | --------- | ---------------------- | ------------------ | ------------- |
| HD 108147 b                              | > 0,40    | 10,901 ± 0,001         | 0,104              | 0,498 ± 0,025 |